# آزادگان (عنبرآباد)
آزادگان، روستایی در دهستان محمدآباد بخش مرکزی شهرستان عنبرآباد در استان کرمان ایران است.

## جمعیت
بر پایه سرشماری عمومی نفوس و مسکن در سال ۱۳۹۵، جمعیت این روستا برابر با ۹۳۴ نفر (۲۷۵ خانوار) بوده است.